# Wyżni Pośredni Wierszyk

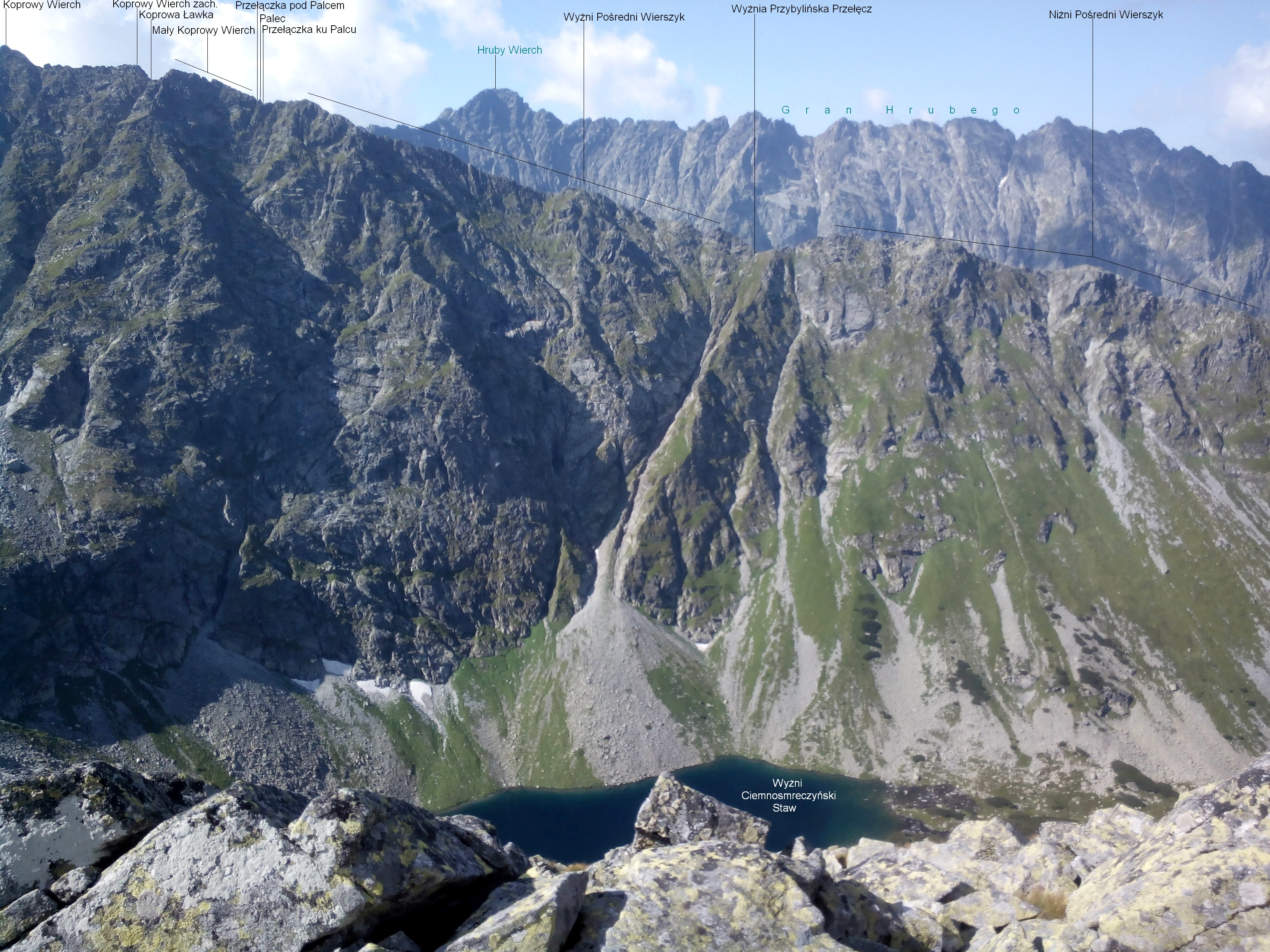
Widok z Liptowskich Murów

Wyżni Pośredni Wierszyk (słow. Vyšný Prostredný chrbát) – środkowy odcinek grani Pośredniego Wierszyka w słowackiej części Tatr Wysokich. Od Palca na północnym wschodzie oddziela go Przełączka ku Palcu, od Niżniego Pośredniego Wierszyka na południowym zachodzie Wyżnią Przybylińską Przełęczą. Według Władysława Cywińskiego najwyższy punkt Wyżniego Pośredniego Wierszyka ma wysokość ok. 2225 m i wznosi się około 15 m powyżej Przełączki ku Palcu. Do Doliny Hlińskiej opada stromym, trawiastym stokiem z nielicznymi skałami. Na północ, do Doliny Ciemnosmreczyńskiej opada ścianą o wysokości około 450 m. Jest ona urzeźbiona filarami, żebrami, depresjami i jest w niej kilka dróg wspinaczkowych.
Nazwa pochodzi od Pośredniego Wierszyka, tego zaś od słowa wierch. Nazwy poszczególnych formacji w Pośrednim Wierszyku opublikował Andrzej Skłodowski w numerze 1 czasopisma Taternik w 1973 r.
Pośredni Wierszyk jest wyłączony z ruchu turystycznego, mogą na nim natomiast uprawiać wspinaczkę taternicy. Drogi wspinaczkowe:
1. Granią od Koprowego Wierchu do Niżniej Przybylińskiej Przełęczy; 0+ w skali tatrzańskiej (z ominięciem Palca), czas przejścia 2 godz.
2. Prawą częścią południowego zbocza; 0, 45 min
3. Środkowym filarem północnej ściany; II, miejsce IV, 5 godz.
4. Środkiem północno-wschodniej ściany; III+, 5 godz.
5. Środkową depresją z ominięciem ścieków; w dole miejsce IV, środek I, góra III, 3 godz.
6. Lewym żebrem północno-wschodniej ściany; I, 1 godz.[1].